# Dora Julia Rittmeyer-Iselin
Dora Julia Rittmeyer-Iselin (* 6. März 1902 in Basel; † 8. August 1974 in St. Gallen) war eine Schweizer Managerin, Professorin der Musikwissenschaften und Frauenrechtlerin.

## Leben

### Jugend und Ausbildung
Dora Julia Iselin war die Tochter des Unternehmers Alfred Iselin und dessen Frau Sophie, geborene Vischer. Sie wuchs mit sechs Geschwistern in einer grossbürgerlichen Basler Fabrikantenfamilie auf. Sie studierte in Basel, München und Berlin Musikwissenschaften sowie englische und französische Philosophie. In Berlin erlangte sie 1928 ihre Promotion mit der Arbeit Biagio Marini, sein Leben und seine Instrumental-Werke (Dissertation gedruckt 1930).

### Arbeitsleben
Im Jahr 1929 heiratete sie den FDP-Politiker Ludwig Rittmeyer (1897–1963) und zog mit ihm nach St. Gallen. Von dort schrieb sie als Konzertkritikerin bis 1936 für die Zeitschrift Garbe. Ab 1936 war sie an der Handelshochschule St. Gallen Dozentin für Musikwissenschaften.
Sie schloss sich 1931 der Schweizer Frauenbewegung an und war Mitbegründerin des Schweizerischen Verbands der Akademikerinnen. Von 1936 bis 1948 war sie Präsidentin der St. Galler Hilfe für Emigrantenkinder und von 1945 bis 1960 Präsidentin der Frauenzentrale St. Gallen. In dieser Funktion setzte sich auf vielen Ebenen für die Rechte der Frauen ein: Für gleichen Lohn im Lehrberuf sowie für die Wählbarkeit von Frauen in Vormundschafts- und Schulbehörden. 1958 wirkte sie bei der zweiten SAFFA in Zürich mit. Von 1954 bis 1973 sass sie im Zentralvorstand der Rundfunkanstalt SRG SSR.
Von 1959 bis 1965 war sie Präsidentin des Bundes Schweizerischer Frauenvereine, wo sie noch bis 1971 Vorstandsmitglied war. Sie war 1961 ebenfalls Mitbegründerin des Centre Europeén du conseil international des femmes (CECIF). 
Auch nach dem Tod ihres Ehemannes im Jahr 1966 blieb sie politisch aktiv. 1968 wurde sie Präsidentin des CECIF und nahm ab 1969 als dessen Vertreterin an Sitzungen des Europarats in Strassburg teil. Dieses Amt hatte sie bis 1971 inne.
Dora Julia Rittmeyer-Iselin starb am 8. August 1974 im Alter von 72 Jahren in St. Gallen.

### Privatleben
Sie war verschwägert mit der Kunsthistorikerin Dora Fanny Rittmeyer (1892–1966).